# HD41055
HD41055 — хімічно пекулярна зоря спектрального класу
B9 й має видиму зоряну величину в смузі V приблизно  8,8.

## Пекулярний хімічний вміст
Зоряна атмосфера HD41055 має підвищений вміст 
Si
.